# مدال دفاع از اودسا
مدال دفاع از اودسا (به روسی: Медаль За оборону Одессы) یک مدال جنگی اتحاد جماهیر شوروی سوسیالیستی در جنگ جهانی دوم که در ۲۲ دسامبر ۱۹۴۲ بنا شده است و با حکم هیئت رئیسه عالی اتحاد جماهیر شوروی سوسیالیستی برای مدافعان نظامی و غیر نظامی بندر اودسا که در برابر نیروهای آلمان نازی مقابله کردند به وجود آمده است.

برخی از دارندگان این مدال عبارت اند از :
- کنستانتین سیمونوف
- رودیون مالینوفسکی
- سیمیون بودیونی